# 申寶拉
申寶拉（韓語：신보라，1987年03月17日—），韓國女喜劇演員、歌手。

## 音樂作品

### 專輯
Brave Guys時期
- 2012年3月26日：《Wait And Be Ready》
- 2012年5月24日：《I Cash Care》
- 2012年7月23日：《Spring Summer Summer Summer》
- 2012年11月22日：《This Love》
- 2012年12月6日：正規一輯《AtoZ》

### 單曲
- 2009年9月25日:《Let It Rain》
- 2013年12月1日:《꽁꽁(緊緊)》
- 2015年4月10日：《미스매치(Mis Match)》feat.Vasco

### OST
- 2011年：《朝鮮名偵探：高山烏頭花的秘密》原聲帶〈傳遞我的心〉
- 2012年：SBS《幽靈》原聲帶〈思念中哭泣〉
- 2013年：SBS《我戀愛的一切》原聲帶〈因為愛你〉

## 演出作品

### 電視劇
- 2012年：KBS《Family》飾演 列家叔叔的瘋狂粉絲（客串）
- 2014年：KBS《Trot戀人》飾演 羅畢女

### MV
- 2013年：TEEN TOP《Miss Right》

## 出演節目
- 2010年：KBS《男人的資格和聲篇2》
- 2010年：KBS《Happy Birthday》
- 2012年：KBS《柳熙烈的寫生簿》
- 2012年：KBS《1 VS 100》
- 2012年：KBS《Happy Together》EP241、EP248
- 2012年：KBS《故事秀Do Dream》
- 2012年：KBS《演藝家中介》
- 2012年：KBS《逃出危機NO.1》
- 2012年：KBS《乘風破浪》
- 2012年：KBS《不朽的名曲2》
- 2012年：JTBC《隱藏歌手》
- 2013年：KBS《大國民脫口秀-你好》EP141
- 2013年：MBC Every1《Weekly Idol》EP126
- 2014年：MBC《四男一女》
- 2015年：MBC《神秘音樂秀：蒙面歌王》春節特輯、EP03、EP04
- 2015年：JTBC《百人百曲 走到最後》EP35、EP36
- 2016年：主持男子團體SEVENTEEN首張正規專輯showcase
- 2017年：MBC《神秘音樂秀：蒙面歌王》EP107

## 獲獎
- 2011年：第12屆韓國影像大典搞笑部門上鏡獎
- 2011年：KBS演藝大賞喜劇部門女子優秀獎
- 2012年：KBS演藝大賞喜劇部門女子最優秀獎
- 2013年：第49屆百想藝術大賞 - 電視部門女子綜藝賞《搞笑演唱會》

## 外部連結
- 申寶拉的Instagram帳戶
- 申寶拉Twitter （页面存档备份，存于）
- NAVER搜索 （页面存档备份，存于）